# Carl Gottlob Anstadt

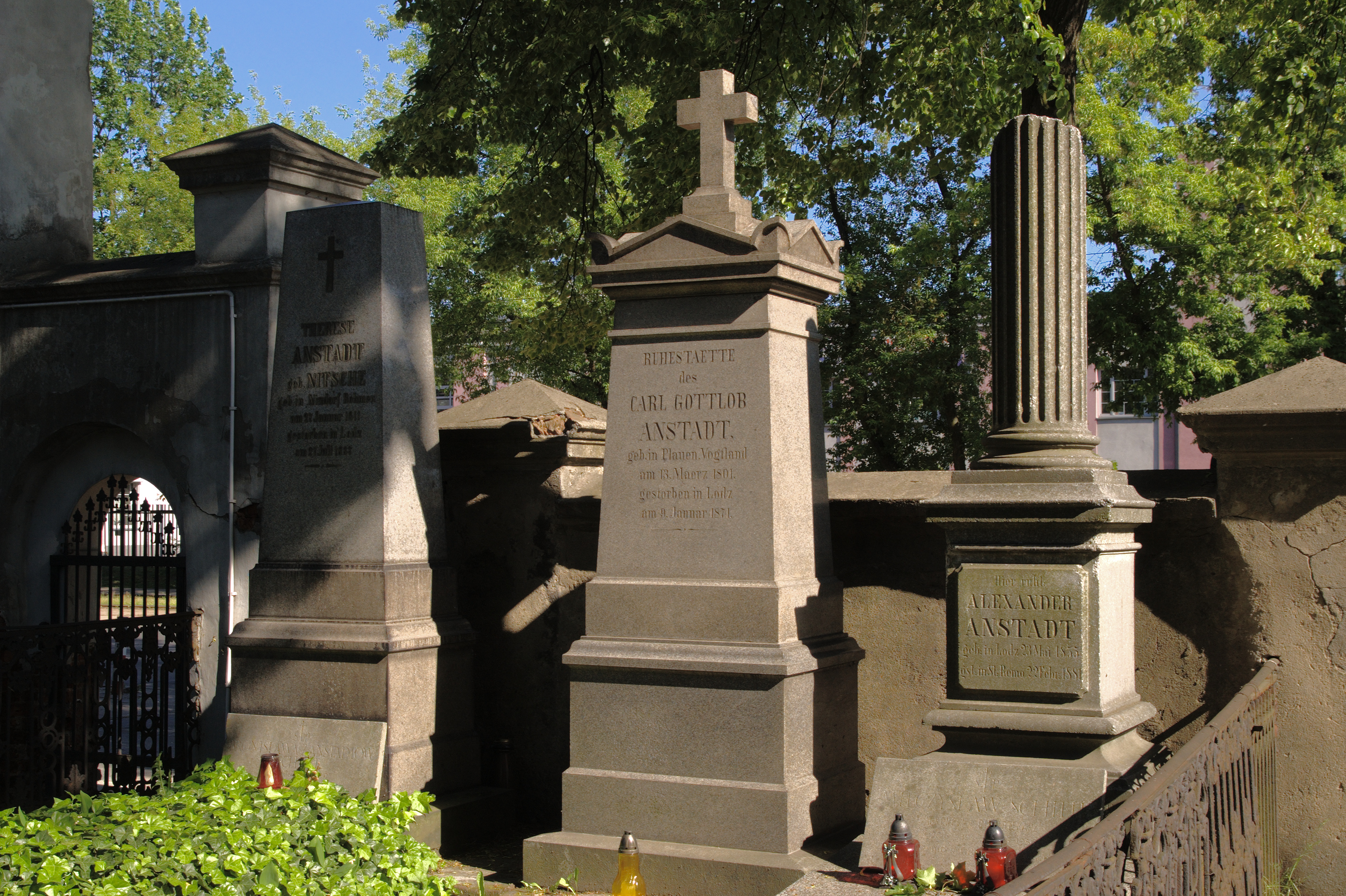
Nagrobek Carla Anstadta na Cmentarzu Starym w Łodzi

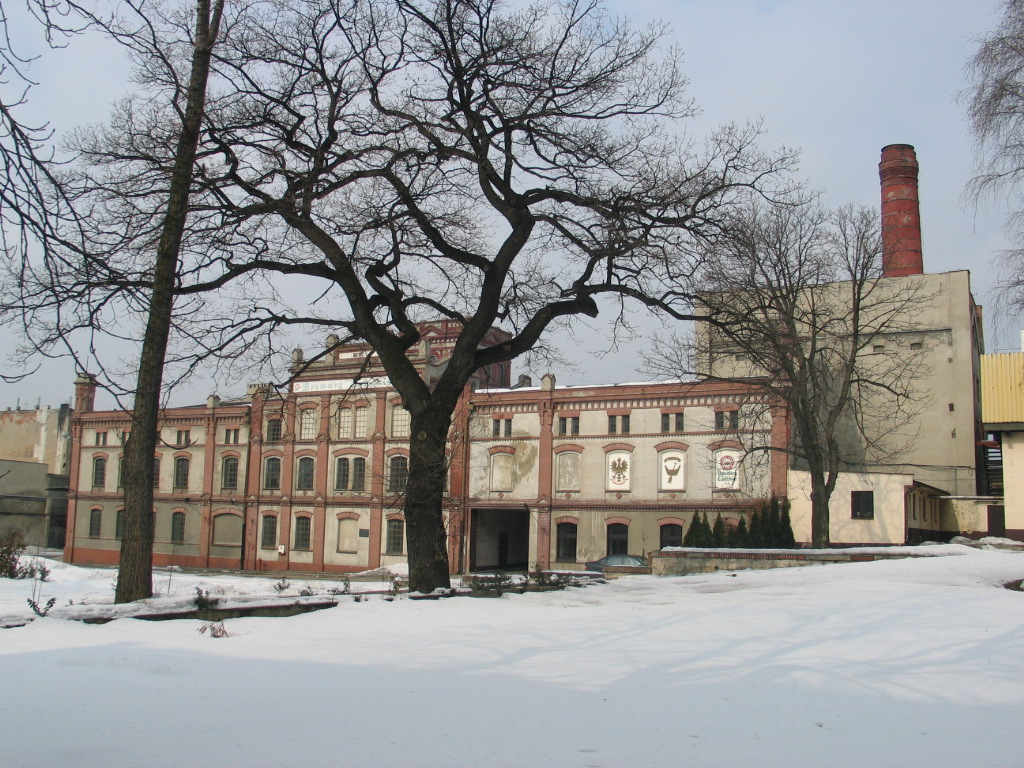
Browar Carla Gottloba Anstadta

Carl Gottlob Anstadt, także Karol Gottlieb Anstadt (ur. 13 marca 1801 w Plauen w Saksonii, zm. 9 stycznia 1874 w Łodzi) – niemiecki przedsiębiorca, przybył do Polski z Saksonii w latach trzydziestych XIX w., twórca pierwszego przemysłowego browaru w Łodzi.

## Życiorys
Założył w Turku niewielką drukarnię tkanin. Prawdopodobnie w 1838 r. przeniósł się do Łodzi, gdzie założył w 1840 r. drukarnię perkalu. Pięć lat później zmodernizował produkcję, wprowadzając częściową mechanizację. Od 1849 r. był także właścicielem niedużej farbiarni. Kryzys w latach 1861–1864 zmusił go do poszukiwania innego rodzaju działalności.
W 1867 r. otworzył w Łodzi przy ulicy Średniej 34 (obecnie ulica Pomorska) browar parowy. Zakład powstał w latach 1866–1867 na terenie sięgającym koryta rzeki Łódki (obecnie przedłużenie ulicy Północnej). Był to pierwszy nowoczesny browar w Łodzi i jeden z dwóch największych, obok browaru Bracia Gehlig. Dziś jest własnością spółki Browary Łódzkie S.A. przy ulicy Północnej. W 1869 r. zlikwidował drukarnię i farbiarnię.
Anstadt pochowany jest w części ewangelickiej łódzkiego Starego Cmentarza, a jego grobem opiekuje się Łódzki Krąg Bractwa Piwnego.